# Park Kazimierza Wielkiego w Bydgoszczy

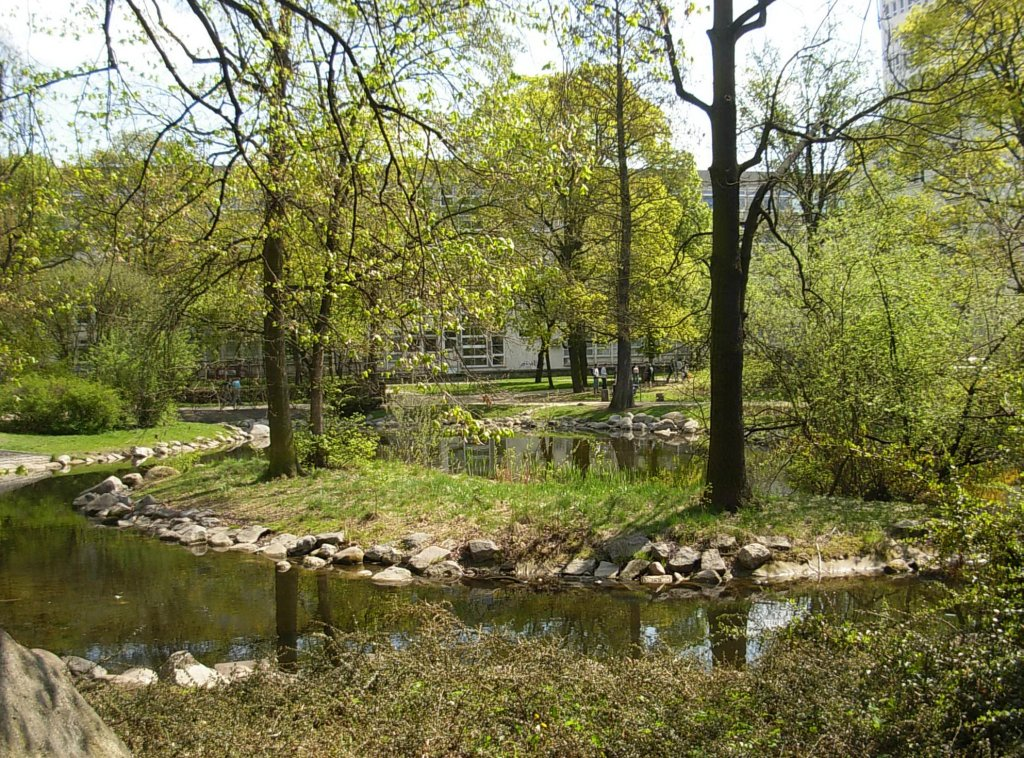
Wyspa na stawie parkowym

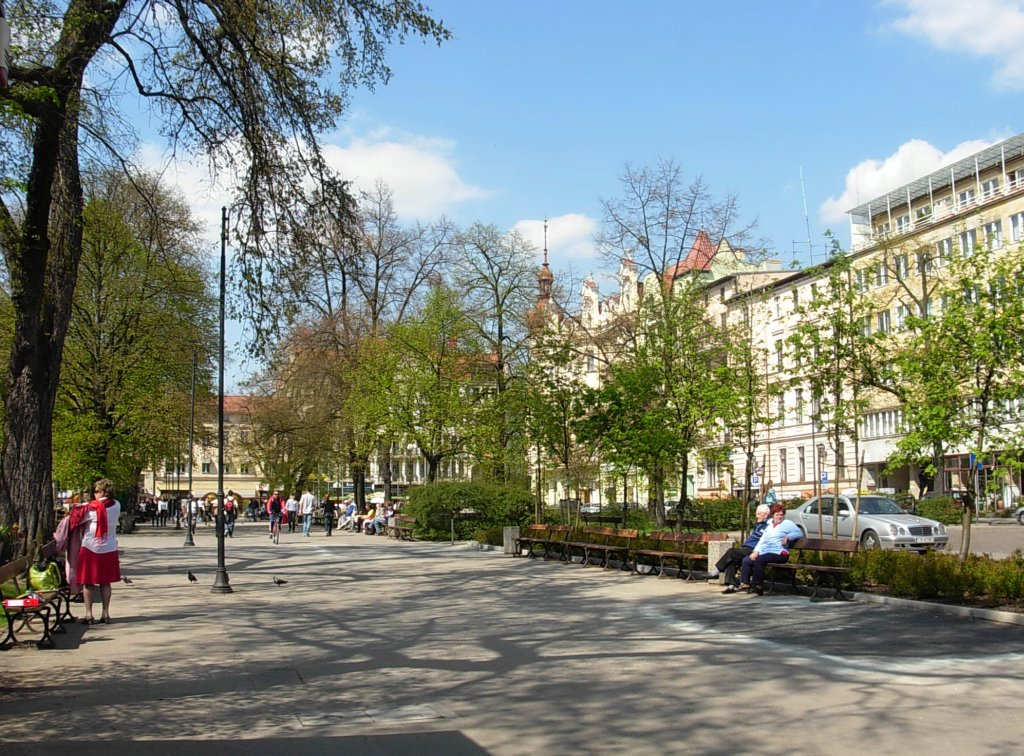
Aleja przy placu Wolności

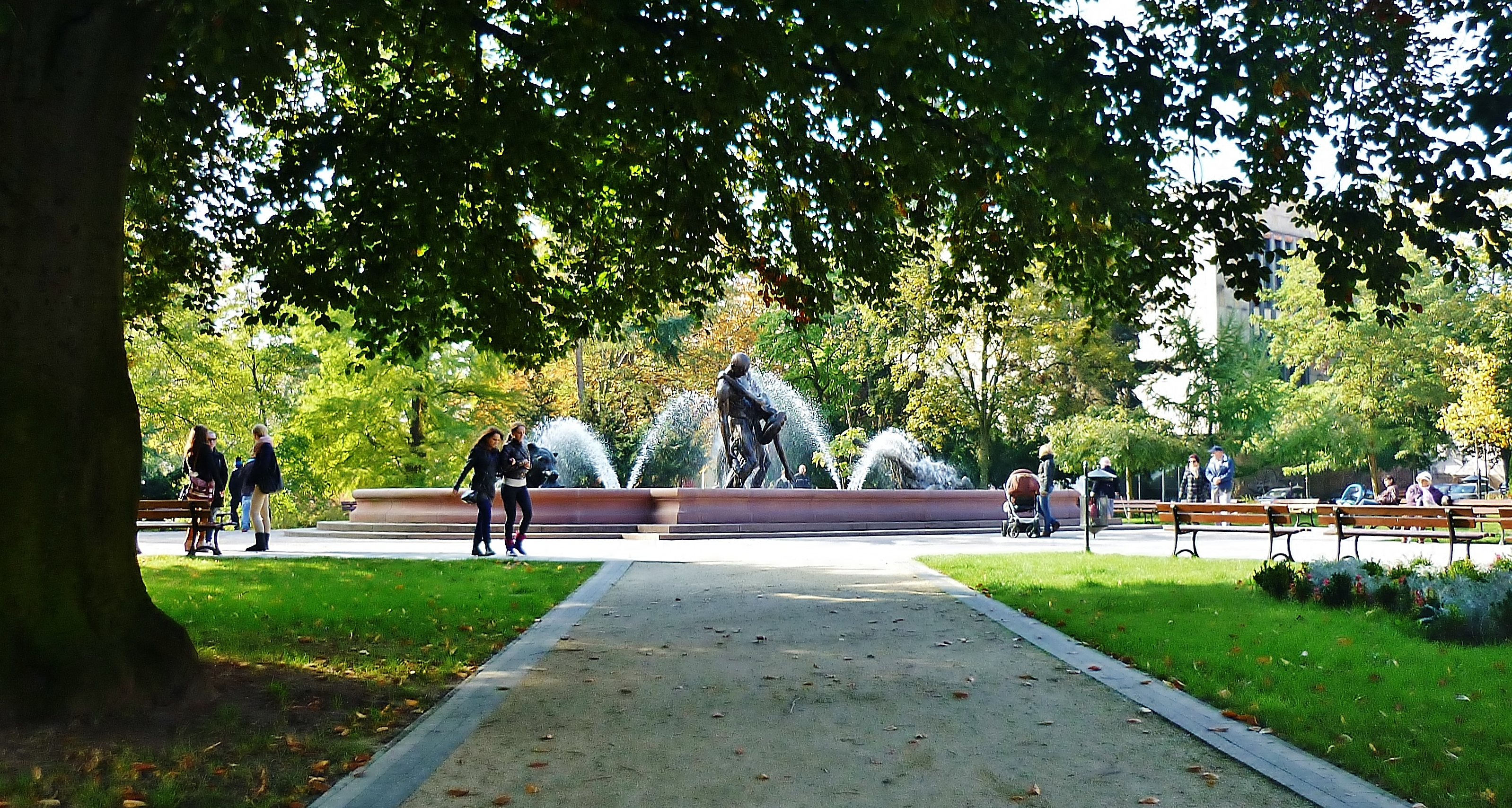
Częściowo zrekonstruowana Fontanna Potop. Październik 2012 r.

Park Kazimierza Wielkiego – najstarszy park miejski w Bydgoszczy, liczący 2,24 hektarów powierzchni.

## Lokalizacja
Park jest położony w centralnej części Śródmieścia Bydgoszczy, między ulicami: Gdańską, Konarskiego, Jagiellońską i placem Wolności.
Teren zajmowany przez park ma wymiary: 100 × 200 m. Na jego obrzeżu znajdują się następujące obiekty: Kościół Świętych Apostołów Piotra i Pawła, Galeria Miejska bwa (obłożony piaskowcem modernistyczny budynek z 1970), budynek Urzędu Wojewódzkiego, Galeria Drukarnia, hotele: "Bohema" i "Pod Orłem", Villa Secesja, Klub Mózg, a także Zespoły Szkół: Plastycznych i Gastronomicznych.

## Historia
Park Kazimierza Wielkiego jest pozostałością o wiele większego parku zakonu klarysek z pierwszej połowy XVII wieku.
Siostry Klaryski przybyły do Bydgoszczy w roku 1615 i po zbudowaniu klasztoru przystąpiły do organizacji ogrodu. Ogród sięgał do dzisiejszej ulicy 3 Maja, a jego powierzchnia wynosiła około 3,5 hektarów. W ogrodzie był staw rybny, drzewa owocowe, ozdobne, a także ogród warzywny.
Po kasacji zakonu przez władze pruskie, ogród zamieniono w roku 1835 na park regencyjny (niem. Regierungsgarten) przynależny do urzędu regencji bydgoskiej i zamknięty dla mieszkańców miasta. Jego obszar wynosił 3 ha. W roku 1861 zakupiono dla parku dwa łabędzie, a w dwóch stawach pływały karpie.
W latach 1900–1901 park przebudowano, zmniejszając go do 2,4 ha. Pracami kierował technik ogrodu Paul Meyerkamp. Po zakończeniu prac, dnia 1 października 1901 roku, park przeszedł na własność zarządu miejskiego i jako park miejski (niem. Stadtpark) udostępniono go społeczeństwu miasta.
23 lipca 1904 roku na skraju parku, przy placu Wolności ustawiono pomnik „Potop" w fontannie, autorstwa berlińskiego rzeźbiarza profesora Ferdinanda Lepckego. Efektowna rzeźba o dużej wartości artystycznej i fizjonomicznej była doskonale powiązana z otaczającym ją zadrzewieniem.
W parku, w roku 1938 rosło 69 gatunków drzew i krzewów pochodzących między innymi z XVII-XVIII wieku oraz z późniejszych dosadzeń. Do największych okazów należały m.in. kilkanaście dębów szypułkowych o wymiarach pnia 390 i 400 cm oraz 50 olbrzymich okazów wiązu górskiego.
Wśród innych drzew rosły w parku m.in.: wiąz szypułkowy, wiąz pospolity, dąb bezszypułkowy, dąb piramidalny, bożodrzew gruczołowaty, kasztanowiec pospolity, kasztanowiec drobny, klon cukrowy, klon pospolity, brzoza brodawkowata, akacja syberyjska, karagana podolska, leszczyna purpurowa, hort, zadrewnia niska, buk pospolity purpurowy, kłęk kanadyjski, hortensja wielkokwiatowa, złotlin japoński, magnolia, platan zachodni, piwonia krzewiasta, grochodrzew biały, robinia, śnieguliczka amerykańska, lipa szerokolistna, lipa drobnolistna, cis pospolity, cis krzewiasty, sosna karłowata, cisowiec dwustronny, sosna czarna, skrzydłorzech kaukaski, cypryśnik błotny, platan klonolistny, pterokania, brzosto i inne drzewa i krzewy.
W czasie okupacji niemieckiej, głównie w roku 1944 dużo drzew zostało wyciętych, budowano bowiem bunkry obronne. Część drzewostanu zniszczono podczas działań wojennych – przeważnie przez artylerię. W styczniu 1943 r. hitlerowcy rozebrali również pomnik „Potop”, przeznaczając 8870 kg brązu na cele wojenne. Po pomniku pozostał tylko basen i mozaika kostkowa wokoło basenu, którą zakryto betonem w latach 50. XX wieku. Na fontannie wykonano natomiast kamienne rzeźby ryb, według projektu Józefa Makowskiego. W 2014 po dokonaniu rekonstrukcji przywrócono stan fontanny sprzed 1943.
W 1946 r. z okazji 600-lecia lokacji miasta Bydgoszczy, w parku i na terenie trzech szkół zlokalizowanych przy ul. Konarskiego odbyła się Pomorska Wystawa Przemysłu, Rzemiosła i Handlu. W wystawie, która odbyła się w dniach 14 lipca-15 września 1946 r., wzięło udział 1085 wystawców, a w ciągu pierwszych trzech tygodni zwiedziło ją 120 tys. widzów.
W latach 90. XX wieku i po 2000 r. park odrestaurowano, a w 2008 r. Stowarzyszenie Odbudowy Bydgoskiej Fontanny "Potop" rozpoczęło dzieło odtworzenia monumentalnego pomnika w dawnym miejscu, które zostało sfinalizowane w roku 2014. 15 maja 2016 przy fontannie odsłonięto pomnik-ławeczkę prof. Zygmunta Mackiewicza, jednego z inicjatorów odtworzenia Potopu.
W 2015 dokonano rewitalizacji (oczyszczenia i uszczelnienia) stawu górnego, a dwa lata później – stawu dolnego (na zapleczu Urzędu Wojewódzkiego). W grudniu 2019 w parku umieszczono 15 rzeźbionych w drewnie domków dla owadów, o zdobieniach nawiązujących do motywów secesyjnych.

## Nazwy
W przekroju historycznym park posiadał następujące nazwy:
- 1615–1835 – ogród sióstr Klarysek
- 1835–1901 – Regierungsgarten
- 1901–1920 – Stadtpark
- 1920–1939 – park Kazimierza Wielkiego
- 1939–1945 – Viktoriapark
- od 1945 – park Kazimierza Wielkiego

Patronem parku jest król Kazimierz Wielki – dawca praw miejskich dla Bydgoszczy i budowniczy zamku bydgoskiego.

## Zieleń
Park im. Kazimierza Wielkiego posiada drzewa z dawnej kompozycji ogrodu klarysek oraz nasadzenia przed- i powojenne. Znajdują się w nim dwa stawy i fontanna, przebudowana w 2010 r. pod kątem umieszczenia w niej odtworzonej rzeźby „Potop”, co nastąpiło 4 lata później.
Do ciekawych, rzadkich gatunków drzew rosnących na terenie parku należą m.in.: cypryśnik błotny, dąb szypułkowy odmiana stożkowata, platan klonolistny. Poza tym rosną tu m.in. cis, sosna czarna i okazy egzotyczne
W parku im. Kazimierza Wielkiego skupionych jest łącznie 7 okazów pomników przyrody, zaś licząc z najbliższym otoczeniem 12 okazów.
Pomniki przyrody w parku Kazimierza Wielkiego i jego najbliższym otoczeniu:
| Nr | Typ                                    | Lokalizacja                                        | Sztuk | Uwagi                                 |
| 1. | Dąb szypułkowy                         | w centralnej części parku                          | 3     | obwody w pierśnicy: 320, 358 i 374 cm |
| 2. | Dąb szypułkowy – odmiana piramidalna   | przy stawie parkowym południowym                   | 1     | obwód w pierśnicy: 274 cm             |
| 3. | Cypryśnik błotny                       | nad stawami parkowymi                              | 2     | obwody w pierśnicy: 225 i 324 cm      |
| 4. | Wiąz szypułkowy                        | przy alei placu Wolności, w północnej części parku | 1     | obwód w pierśnicy: 300 cm             |
| 6. | Platan klonolistny                     | przy kościele św. Piotra i Pawła                   | 1     | obwód w pierśnicy: 351 cm             |
| 7. | Miłorząb dwuklapowy                    | ul. Gimnazjalna 11                                 | 1     | obwód w pierśnicy: 168 cm             |
| 8. | Miłorząb dwuklapowy - dwuwierzchołkowy | ul. Konarskiego, róg Jagiellońskiej                | 1     | odwód w pierśnicy 91/151 cm           |
| 9. | Bożodrzew gruczołowaty                 | przed budynkiem Urzędu Wojewódzkiego               | 2     | obwody w pierśnicy: 304 i 375 cm      |

## Galeria

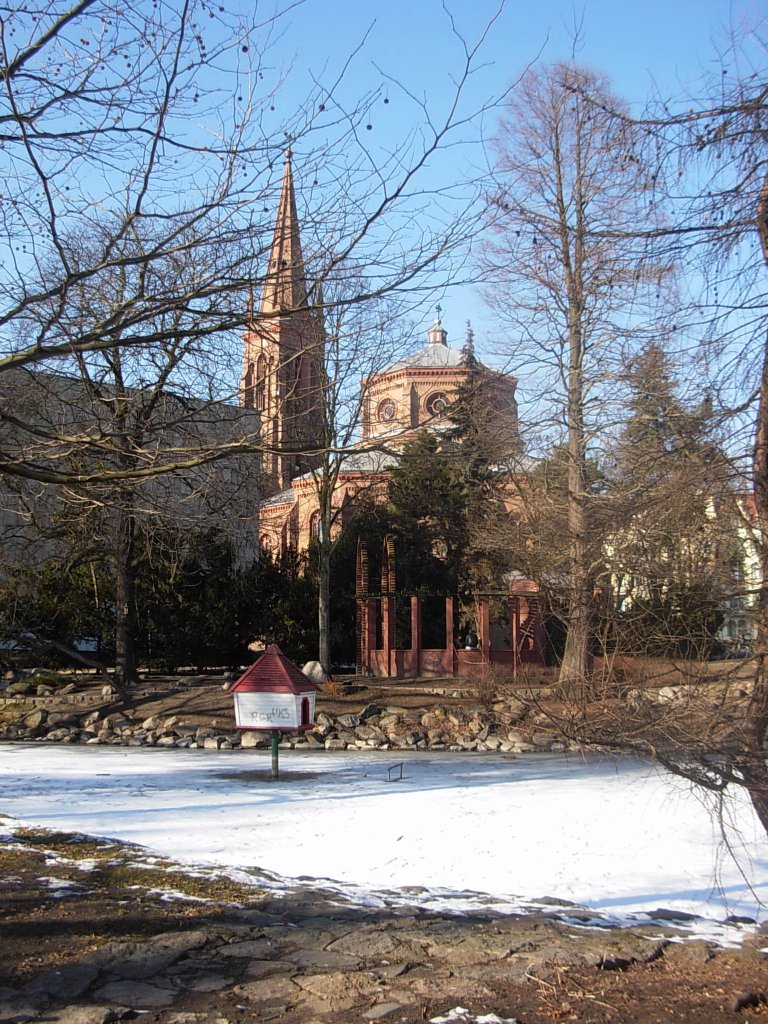
Marzec
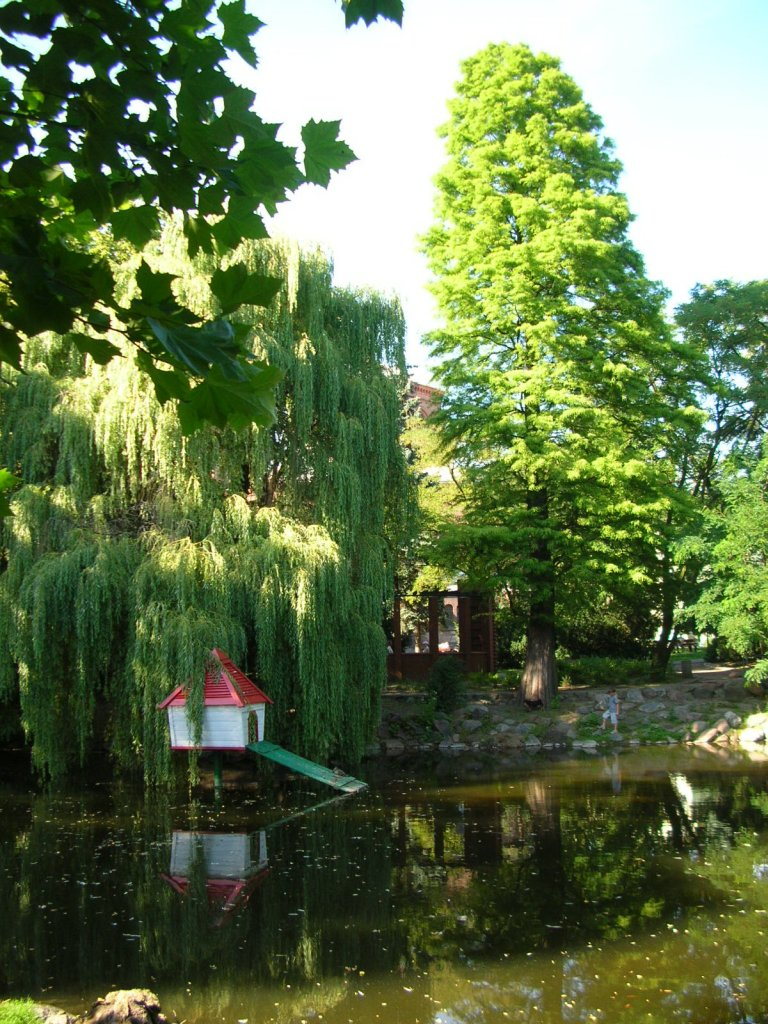
Maj
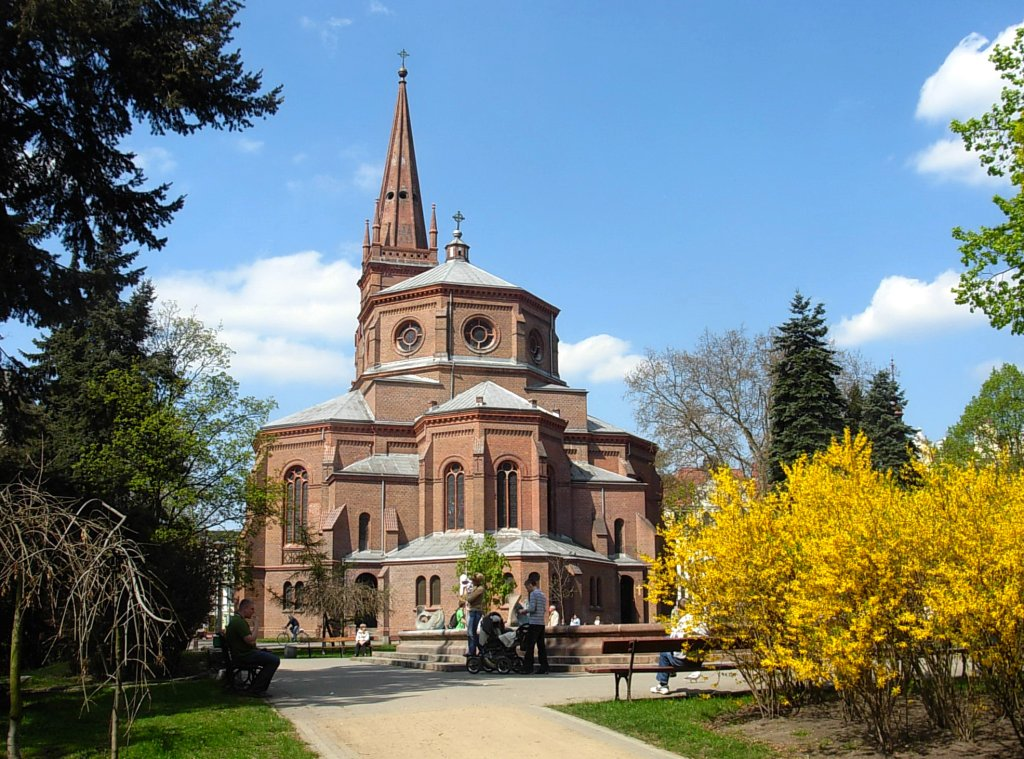
Kościół św. Piotra i Pawła
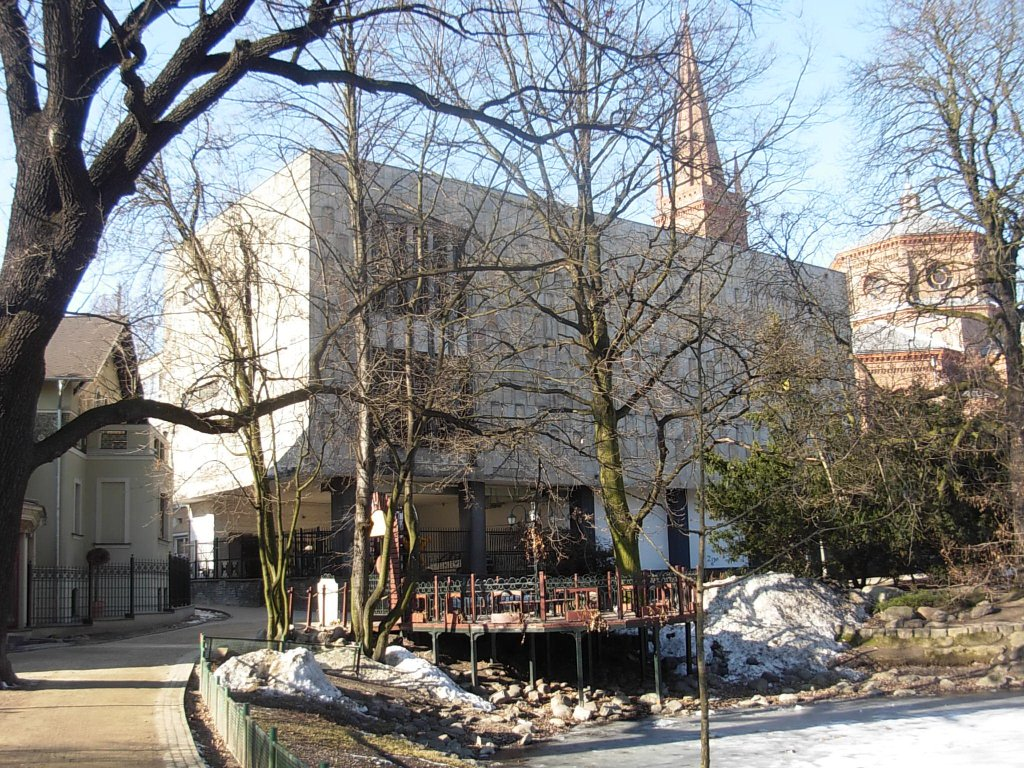
Galeria Miejska bwa
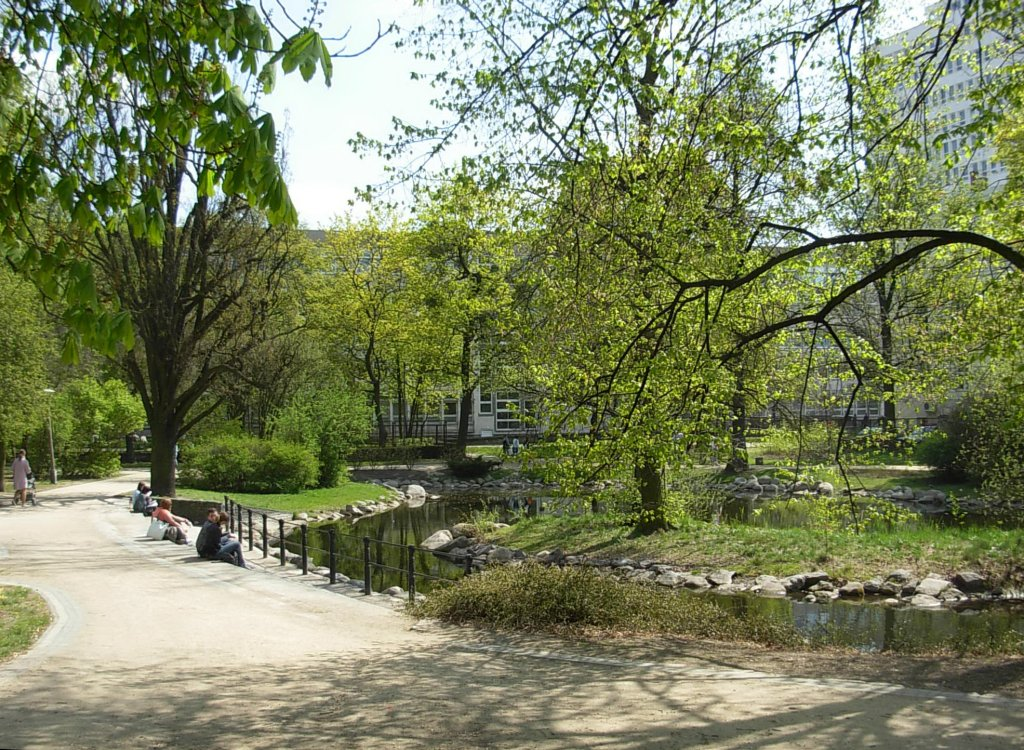
Staw południowy
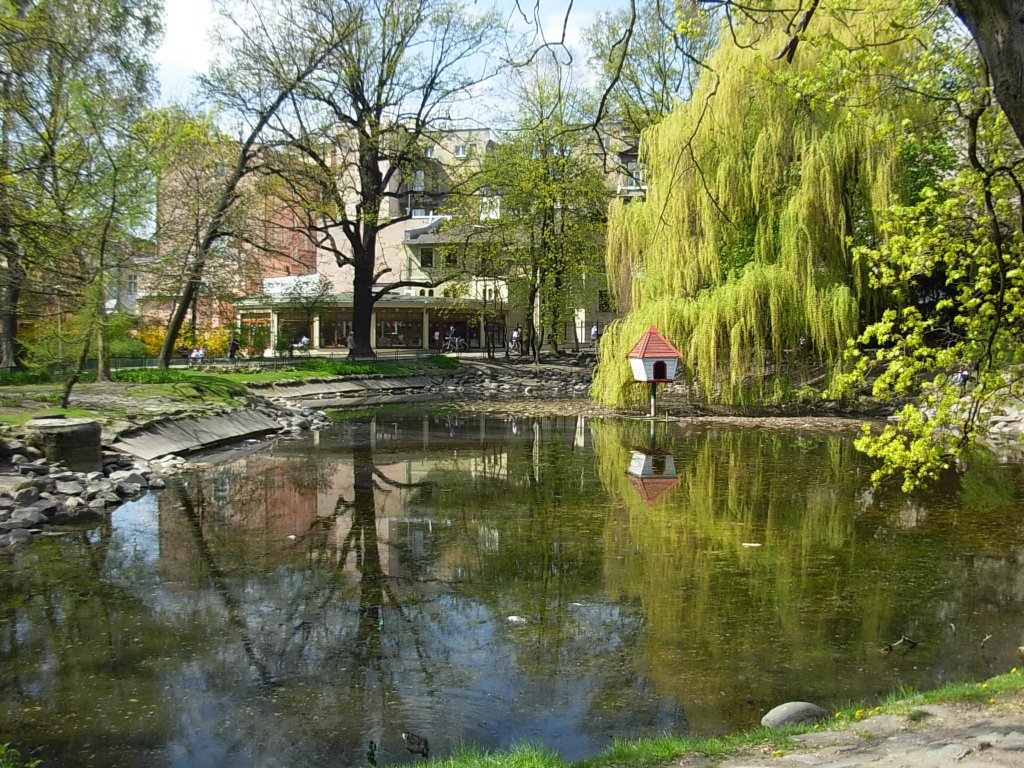
Staw północny
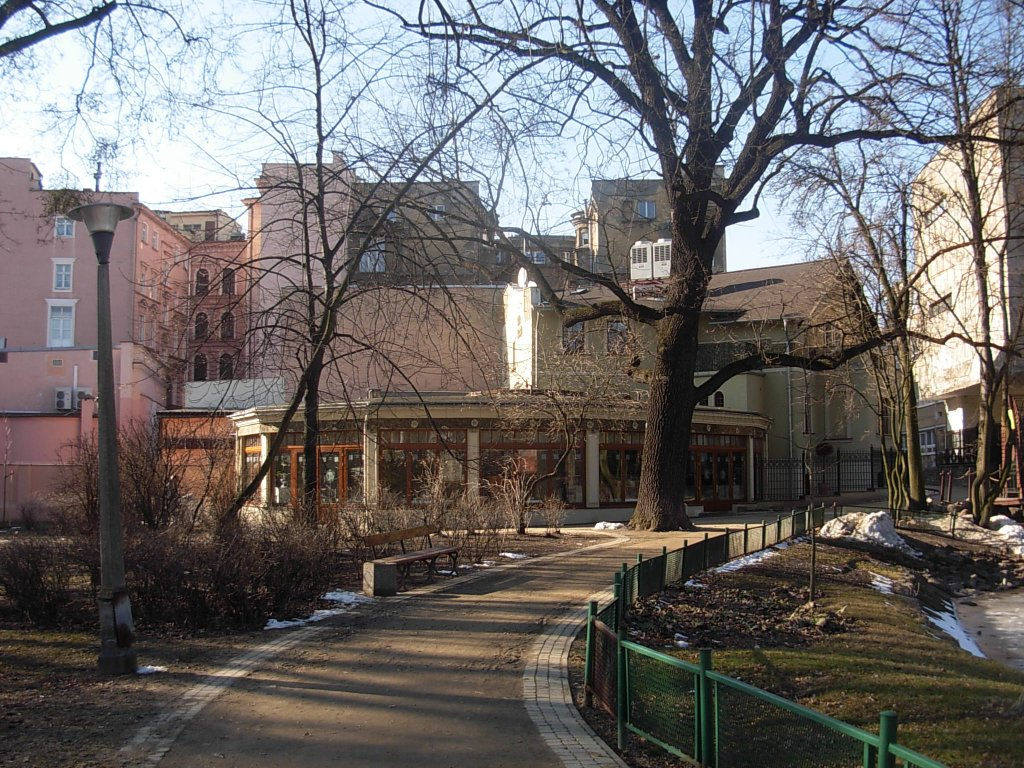
Villa Secesja
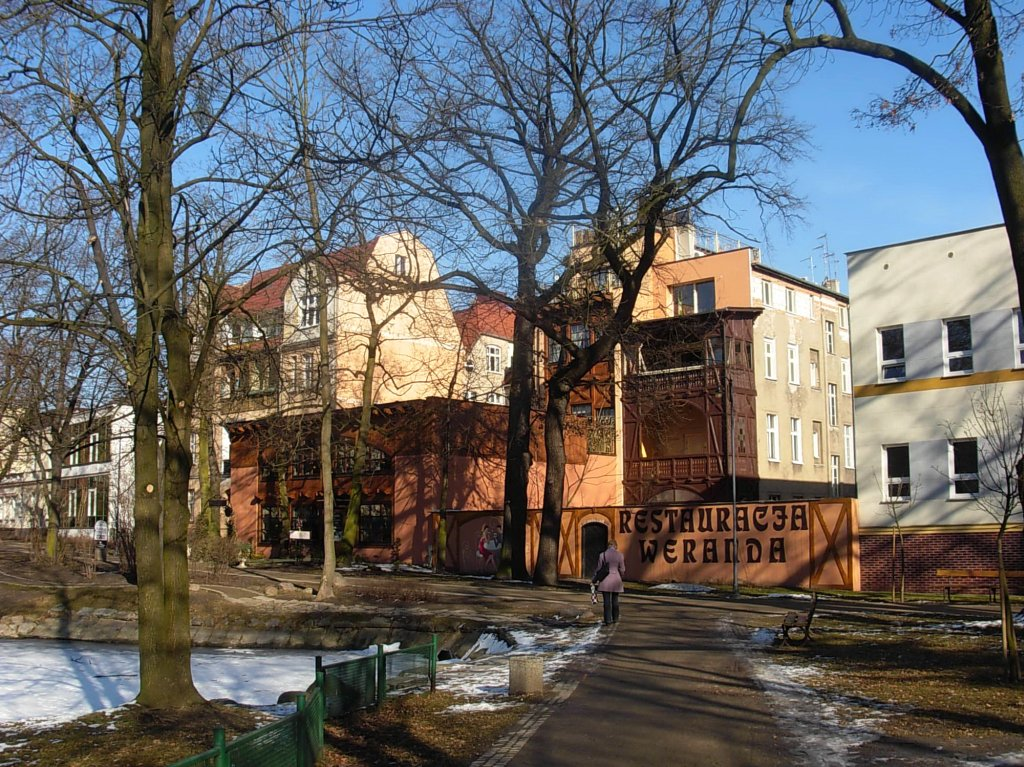
Restauracja "Weranda"